# Кызылсайский сельский округ (Коргалжынский район)
Кызылса́йский се́льский окру́г (каз. Қызылсай ауылдық округі) — административная единица в составе Коргалжынского района Акмолинской области Республики Казахстан.
Административный центр — село Шалкар.

## География
Административно-территориальное образование расположено в южной части района, граничит:
- на севере с Амангельдинским, Коргалжынским сельскими округами,
- на востоке с Арыктинским сельским округом,
- на юге с Нуринским районом Карагандинской области,
- на западе с Коргалжынским заповедником.

Сельский округ расположен на казахском мелкосопочнике. Рельеф местности в основном представляет собой сплошную равнину с частично водно-болотными угодьями. Перепады высот незначительны; средняя высота округа — около 335 метров над уровнем моря. 
Гидрографическая сеть представлена рекой Куланотпес и  многочисленными озерами и солончаками, крупные из озёр — Бошкесор, Кулыколь, Шинкынколь. Из солончаков — Борлысор, Кутыглысор.
Климат холодно-умеренный, с хорошей влажностью. Среднегодовая температура воздуха положительная и составляет около +4,8°С. Среднемесячная температура воздуха в июле достигает +21,6°С. Среднемесячная температура января составляет около -14,1°С. Среднегодовое количество осадков составляет около 365 мм. Основная часть осадков выпадает в период с мая по июль.
Через территорию сельского округа с севера на юг проходит проселочная дорога с выходами на Баршино — на юге, на Коргалжын — внасевере.

## История
В 1989 году существовал как Кызылсайский сельсовет (сёла Шалкар, Алмас, Каскатау, Усмарт).
В периоде 1991 — 1998 годов Кызылсайский сельсовет был преобразован в сельский округ. 
В 2019 году село Алмас было упразднено, поселение вошло в состав села Шалкар.

## Население
| Численность населения | Численность населения | Численность населения |
| 1989                  | 1999                  | 2009                  |
| --------------------- | --------------------- | --------------------- |
| 1966                  | ↘1238                 | ↘702                  |

| № | Населённый пункт | Тип населённого пункта       | Население, 1989 | Население, 1999 | Население, 2009 |
| - | ---------------- | ---------------------------- | --------------- | --------------- | --------------- |
| 1 | Алмас            | село (упразднено)            | 193             | 89              | 14              |
| 2 | Каскатау         | село (упразднено)            | 268             | -               | -               |
| 3 | Ушсарт           | село                         | 394             | 282             | 233             |
| 4 | Шалкар           | село, административный центр | 1 111           | 867             | 455             |

## Местное самоуправление
Аппарат акима Кызылсайского сельского округа — село Шалкар, ул. Б. Момышулы, 31.
- Аким сельского округа —  Ахметбеков Мурагер Аужанович.